# Kervin Andrade
Kervin Mario Andrade Navarro (Puerto Ordaz, 13 aprile 2005) è un calciatore venezuelano, attaccante del Fortaleza e della nazionale venezuelana.

## Carriera

### Club
Andrade è cresciuto nel settore giovanile del Dep. La Guaira, con cui ha debuttato il 25 aprile 2021 nell'incontro di Primera División pareggiato 0-0 contro l'Academia P.C.. Ha segnato il suo primo gol il 10 luglio seguente nel successo per 4-1 sul Deportivo Lara. Nel settembre del 2022 è stato nominato dal quotidiano inglese The Guardian uno dei sessanta migliori giovani giocatori nati nel 2005 in tutto il mondo.
Il 15 luglio 2023 è stato ceduto in prestito al Fortaleza, che lo ha assegnato alla squadra Under-20. Il 20 gennaio 2024 ha debuttato in prima squadra nell'incontro del Campionato Cearense vinto 2-0 contro l'Horizonte, dove ha segnato al 93' l'ultimo gol della partita. Il 6 marzo seguente è stato acquistato a titolo definitivo dal club brasiliano.

### Nazionale
Ha giocato nella nazionale venezuelana Under-23.
Il 24 marzo 2024 ha debuttato con la nazionale venezuelana nel corso dell'amichevole pareggiata 0-0 contro il Guatemala.
Nel 2025 ha messo a segno 2 reti in 4 presenze nel campionato sudamericano Under-20.

## Statistiche

### Presenze e reti nei club
Statistiche aggiornate al 29 maggio 2024.
| Stagione        | Squadra         | Campionato      | Campionato | Campionato | Coppe nazionali | Coppe nazionali | Coppe nazionali | Coppe continentali | Coppe continentali | Coppe continentali | Altre coppe | Altre coppe | Altre coppe | Totale | Totale | Totale |
| Stagione        | Squadra         | Comp            | Pres       | Reti       | Comp            | Pres            | Reti            | Comp               | Pres               | Reti               | Comp        | Pres        | Reti        | Pres   | Reti   |        |
| --------------- | --------------- | --------------- | ---------- | ---------- | --------------- | --------------- | --------------- | ------------------ | ------------------ | ------------------ | ----------- | ----------- | ----------- | ------ | ------ | ------ |
| 2021            | Dep. La Guaira  | PD              | 13         | 1          | CV              | 0               | 0               | CL                 | 0                  | 0                  |             | -           | -           | 13     | 1      |        |
| 2022            | Dep. La Guaira  | PD              | 28         | 3          | CV              | 0               | 0               | CS                 | 2                  | 0                  |             | -           | -           | 30     | 3      |        |
| 2023            | Dep. La Guaira  | PD              | 14         | 2          | CV              | 0               | 0               |                    | -                  | -                  |             | -           | -           | 14     | 2      |        |
| 2024            | Fortaleza       | PD/CE+A         | 7+1        | 1+1        | CB              | 4               | 1               | CS                 | 3                  | 1                  | CdN         | 5           | 3           | 20     | 7      |        |
| Totale carriera | Totale carriera | Totale carriera | 63         | 8          |                 | 4               | 1               |                    | 5                  | 1                  |             | 5           | 3           | 77     | 13     |        |

### Cronologia presenze e reti in nazionale
| Cronologia completa delle presenze e delle reti in nazionale ― Venezuela | Cronologia completa delle presenze e delle reti in nazionale ― Venezuela | Cronologia completa delle presenze e delle reti in nazionale ― Venezuela | Cronologia completa delle presenze e delle reti in nazionale ― Venezuela | Cronologia completa delle presenze e delle reti in nazionale ― Venezuela | Cronologia completa delle presenze e delle reti in nazionale ― Venezuela | Cronologia completa delle presenze e delle reti in nazionale ― Venezuela | Cronologia completa delle presenze e delle reti in nazionale ― Venezuela |
| Data                                                                     | Città                                                                    | In casa                                                                  | Risultato                                                                | Ospiti                                                                   | Competizione                                                             | Reti                                                                     | Note                                                                     |
| ------------------------------------------------------------------------ | ------------------------------------------------------------------------ | ------------------------------------------------------------------------ | ------------------------------------------------------------------------ | ------------------------------------------------------------------------ | ------------------------------------------------------------------------ | ------------------------------------------------------------------------ | ------------------------------------------------------------------------ |
| 24-3-2024                                                                | Houston                                                                  | Guatemala                                                                | 0 – 0                                                                    | Venezuela                                                                | Amichevole                                                               | -                                                                        | 84’                                                                      |
| 30-6-2024                                                                | Austin                                                                   | Giamaica                                                                 | 0 – 3                                                                    | Venezuela                                                                | Coppa America 2024 - 1º turno                                            | -                                                                        | 74’                                                                      |
| 5-9-2024                                                                 | El Alto                                                                  | Bolivia                                                                  | 4 – 0                                                                    | Venezuela                                                                | Qual. Mondiali 2026                                                      | -                                                                        | 66’                                                                      |
| 19-11-2024                                                               | Santiago del Cile                                                        | Cile                                                                     | 4 – 2                                                                    | Venezuela                                                                | Qual. Mondiali 2026                                                      | -                                                                        | 71’                                                                      |
| Totale                                                                   |                                                                          | Presenze                                                                 | 4                                                                        |                                                                          | Reti                                                                     | 0                                                                        |                                                                          |

## Palmarès

### Club

#### Competizioni regionali
- Copa do Nordeste: 1

Fortaleza: 2024